# テゲトフ (戦艦)
|          | |
| 艦歴     | |
| 発注     | 1908年 |
| 起工     | 1910年9月24日                                                                                             |
| 進水     | 1912年3月21日                                                                                             |
| 就役     | 1913年7月21日                                                                                             |
| 退役     | |
| その後   | |
| 除籍     | 1918年 |
| 性能諸元 | |
| 排水量   | 20,000トン                                                                                                |
| 全長     | 152 m (498 ft 8 in)                                                                                       |
| 全幅     | 27.9 m (91 ft 6 in)                                                                                       |
| 吃水     | 8.7 m (28 ft 7 in)                                                                                        |
| 機関     | ヤーロー式石炭・重油混焼缶12基＋パーソンズ式直結タービン2基4軸推進、27,000hp                              |
| 最大速   | 20.4ノット(23.5 mph; 37.8 km/h)                                                                           |
| 航続距離 | 10ノットで4,200海里 (7,800 km)                                                                            |
| 乗員     | 1,087名                                                                                                   |
| 兵装     | 30.5cm（45口径）三連装砲4基、15cm（50口径）単装砲12基、6.6cm（50口径）単装砲18基、53.3cm水中魚雷発射管4基 |

テゲトフ (SMS Tegetthoff)は、オーストリア＝ハンガリー帝国海軍の戦艦。テゲトフ級戦艦の2番艦である。本来は1番艦に命名される予定であったが、1番艦は「フィリブス・ウニティス」に改名され、本艦がテゲトフと命名される運びとなった（艦級名は変更されなかった）。艦名はリッサ海戦でイタリア艦隊を破ったオーストリアの提督ヴィルヘルム・フォン・テゲトフにちなむ。

## 艦歴
テゲトフはトリエステ（現イタリア）のスタビリメント・テクニコ・トリエスティーノで建造された。第一次世界大戦に参加し、戦後はイタリアの強い主張により、賠償艦としてイタリアに引き渡された。イタリアとしてはアドリア海の制海権を確保するためユーゴスラビアに継承させないことが目的であったため、使用されることもなく数年後に解体された。